# الحبيل الشاهري (النادرة)

تعديل مصدري - تعديل

حبيل الشاهري هي إحدى قرى عزلة الشرنمه العليا بمديرية النادرة التابعة لمحافظة إب، بلغ تعداد سكانها 620 نسمة حسب تعداد اليمن لعام 2004.